# Salvem el món

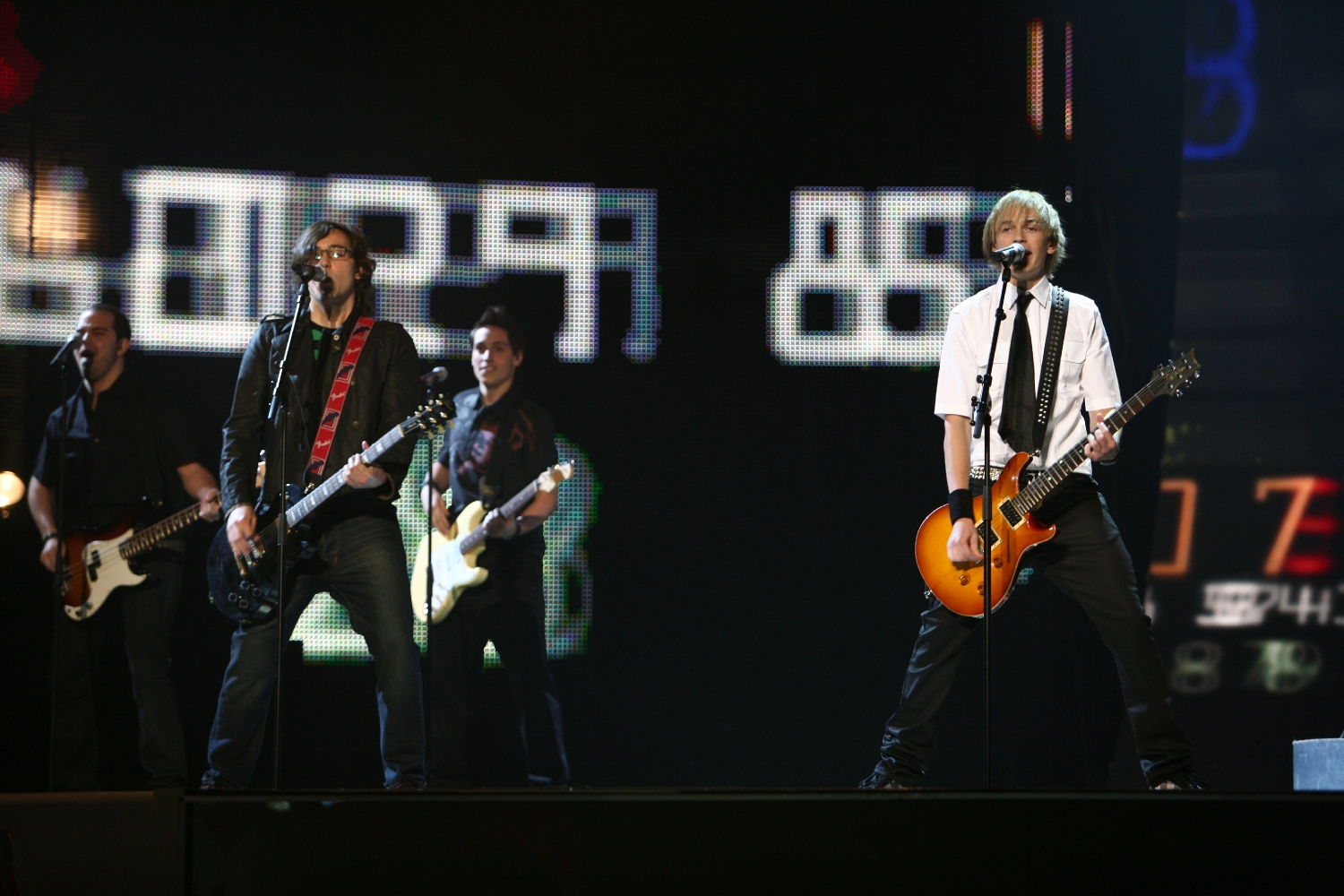
Anonymous en Helsinki 2007

«Salvem el món» (en español: Salvemos el mundo) fue la canción andorrana en el Festival de la Canción de Eurovisión 2007, interpretada en catalán e inglés por Anonymous. Fue la primera canción andorrana en no estar interpretada en catalán solamente y no ser interpretada por una solista femenina, siendo todos los miembros de la banda hombres.
La canción es un número de pop punk, la primera canción del género en ser interpretada en el concurso. El cantante principal "N!ki" canta sobre su decepción con el mundo, remarcando que "El mundo está en peligro y no haces nada". Canta que esto es debido al hecho de que cada quien se interesa en su propia vida, y no tenemos voluntad para hacer algo por el bien mayor. Por ello, propone que todos nos unamos y pensemos sobre las cosas que podemos hacer para mejorar el mundo. El coro está cantado en inglés, con la banda cantando que la humanidad entera ha tratado al mundo mal, habiéndolo "puesto bocabajo".
El tema del llamado a la acción fue más explícito en la interpretación, pues N!ki gritó "¡Gracias! Aún podemos salvar el mundo" al finalizar la canción.
Dado que Andorra no había calificado para la final, la canción fue interpretada en la semifinal. Aquí, fue interpretada en posición 21 (después de Olivia Lewis de Malta con "Vertigo" y antes de Magdi Rúzsa de Hungría con "Unsubstantial Blues"). Al cierre de la votación, había recibido 80 puntos, ubicándose en 12.º lugar de entre 28 y por tanto perdió la oportunidad de calificar para la final por dos lugares. Sin embargo es el mejor resultado de Andorra.
El resultado pareció ser impopular entre los fanáticos del festival. Al inicio de la final, por ejemplo, las cámaras de televisión recogieron la imagen de un gran cartel blanco que decía "¿Dónde está Andorra?" sostenido por varias personas.
El comentarista de la BBC dijo que N!ki era del Reino Unido.
Después del Festival, la canción llegó al número 3 en las listas españolas.